# Buzet (Namen)

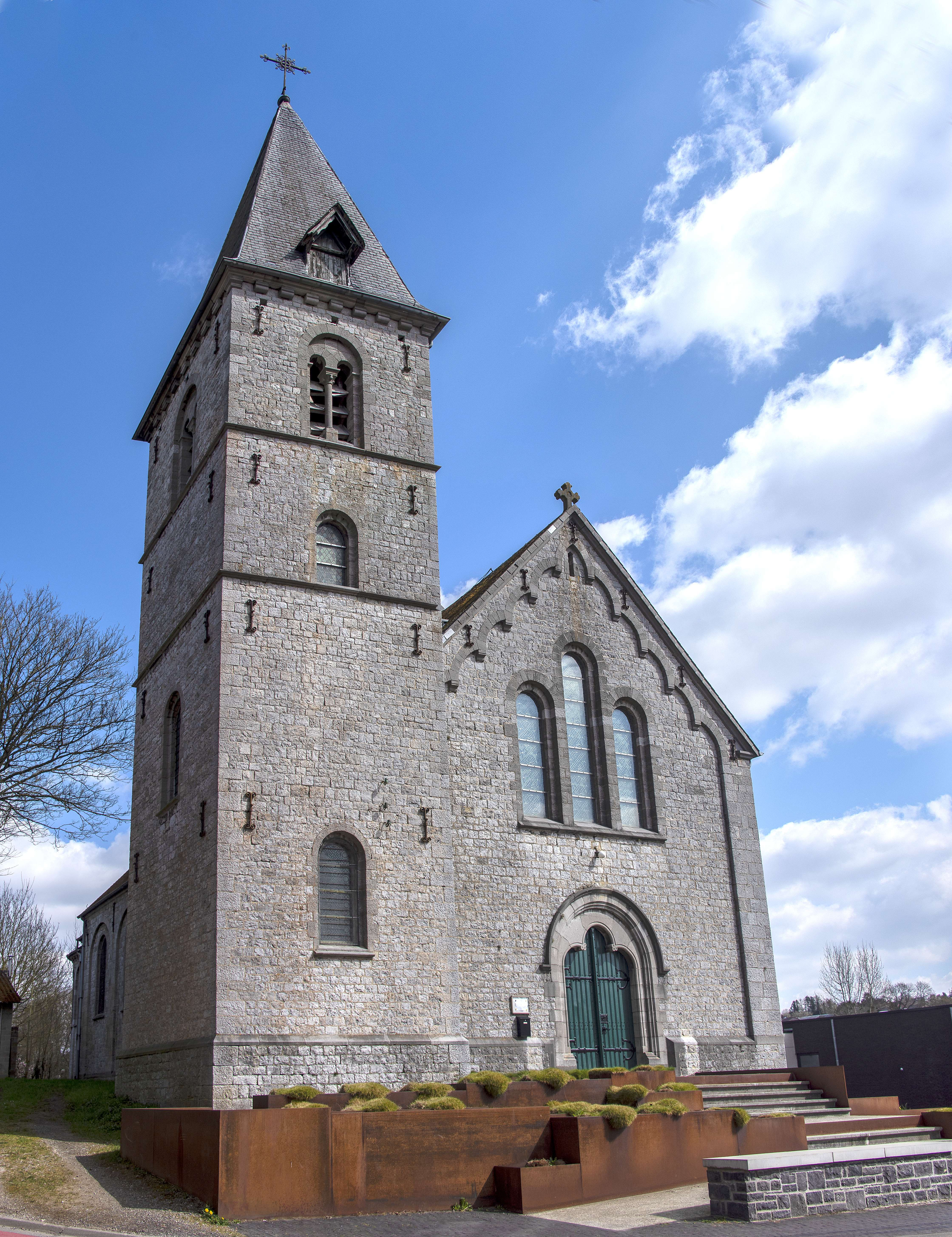

Buzet is een dorp dat sinds 1975 deel uitmaakt van de Belgische gemeente Floreffe.

## Bezienswaardigheid
- Sint-Martinuskerk (Buzet)